# 힌두스탄인
힌두스탄인(힌디어: हिन्दुस्तानी)은 영국령 인도와 20세기 인도에서 오늘날의 비하르, 자르칸드, 우타라칸드, 웃타르프라데시, 마디아프라데시, 차티스가르, 하리아나, 델리 등의 힌디어 벨트에 거주하며 힌디어를 모국어로 사용하던 인도아리아인들을 총칭하던 단어이다. 힌두스탄인이라는 단어는 민족적 집단이라기보다는 언어학적인 집단에 더 가깝지만 특정 인도아리아인 민족 집단은 힌두스탄인으로 식별되기도 한다.
힌두스탄인이라는 단어는 인도의 복잡한 역사, 문화, 정신 및 인구 통계를 이해하는데 역사적으로 중요한 개념이지만 오늘날 힌두스탄인이라는 단어는 별로 사용되지 않고 있다. 다만 북인도의 특정 힌디어 벨트에 거주하며 힌디어를 모국어로 사용되는 사람들을 가리킬 때 힌두스탄인이라는 단어가 여전히 사용되고 있으며, 힌디어 사용자와 동일시되는 것이 일반적이다.